# آبشار بامباراکاندا
آبشار بامباراکاندا (به انگلیسی: Bambarakanda Falls) آبشاری است که در سری‌لانکا واقع شده و ارتفاع کلی ریزشگاه آن ۲۶۳ متر (۸۶۳ فوت) است.